# 仕事の世界における暴力及びハラスメントの撤廃に関する条約
仕事の世界における暴力及びハラスメントの撤廃に関する条約（しごとのせかいにおけるぼうりょくおよびハラスメントのてっぱいにかんするじょうやく、英: Convention concerning the elimination of violence and harassment in the world of work）は、仕事の世界における暴力とハラスメントの廃絶を目的とする国際労働基準を定めた初の条約である。ハラスメント禁止条約ともいう。
国際労働機関（ILO）の第108回総会で2019年6月21日に採択され、2021年6月25日に発効した。

## 内容
本条約では、暴力とハラスメントを「単発的か反復的なものであるかを問わず、身体的、精神的、性的又は経済的害悪を与えることを目的とした、またはそのような結果を招く若しくはその可能性のある一定の許容できない行為及び慣行またはその脅威」と定義している。その中にはDVやジェンダーに基づくものも含まれており、それらを一切許容しない環境の醸成を促進するよう批准国に求めている。

## 批准国
2021年時点での批准国は以下の20か国である。
アルゼンチン、アルバニア、アンティグア・バーブーダ、イギリス、イタリア、ウルグアイ、エクアドル、エルサルバドル、ギリシャ、
サンマリノ、スペイン、ソマリア、中央アフリカ、ナミビア、バルバドス、フィジー、ペルー、南アフリカ、メキシコ、モーリシャス

### 日本
日本は条約に賛成であるが、批准には消極的で、2021年時点で未批准である。そのため条約の日本語訳も仮のものとなっている。日本が批准していない背景には、経済界が損害賠償の訴訟の増加を懸念していることが挙げられている。